# Edward Shaske
Edward John Shaske Jr. (* 20. Dezember 1927 in Edmonton; † 28. Dezember 2021 auf Saltspring Island) war ein kanadischer Sportschütze.

## Karriere
Edward Shaske kam in Edmonton als Sohn ukrainischer Einwanderer zur Welt. Nachdem sein Vater sehr früh gestorben war, wuchs er mit seinen Geschwistern und seiner Mutter auf. 1952 heiratete er seine Frau Lucy. Mitte der 1950er Jahre begann Shaske mit dem Sportschießen und wurde schließlich für die Olympischen Spiele 1968 nominiert. Dort belegte er im Trap-Wettkampf den 16. Platz. Ein Jahr später nahm er an den Weltmeisterschaften teil. Nach seiner aktiven Karriere wurde Shaske Nationaltrainer Kanadas. In dieser Funktion nahm er zwischen 1980 und 1992 an allen Olympischen Spielen teil. 1982 war er Mitorganisator der Weltmeisterschaften in Edmonton.
Beruflich war Shaske in der Immobilienbranche tätig. 1987 zog Shaske mit seiner Familie nach Saltspring Island, wo er wenige Tage nach seinem 94. Geburtstag starb.